# Belægningssten
Belægningssten er fliselignende sten støbt i beton. En belægningssten defineres ved at længden divideret med tykkelsen højst må give 4. Samtidigt må arealtet af en belægningssten ikke være over 1 kvadratmeter. Hvis længden divideret med tykkelsen er over 4, eller hvis arealet er over 1 kvadratmeter, er der i stedet tale om en betonflise.
Belægningssten findes i mange forskellige variationer og med mange forskellige navne. Der er dog mange af de forskellige navne på stenene som dækker over den samme type af sten.
En belægningssten med længde på 21 cm og bredde på 14 cm går under navne som Herregårdssten, Holmegårdssten, Slotsbrosten og Bondesten.
Udover disse typer af belægningssten findes der også en lang række andre, som kløversten, der er velegnede til nedlægning med maskine og derfor ofte bliver set på større arealer som parkeringspladser. Der laves også specielle belægningssten til parkeringspladser som græsarmeringssten, der giver et grønt præg til pladsen, samtidig med at der etableres et godt dræn, så der ikke bliver vandpytter på parkeringspladsen.
Belægningssten fremstilles i mange forskellige tykkelser til forskellige formål. Der findes belægningssten fra 5 cm til 10 cm tykke afhængigt af hvor de skal bruges. Til indkørsler anbefaler Dansk beton som minimum 6 cm, mens der til arealer med tung trafik anbefales 10 cm.